# Michael Burkett
Michael Burkett (Toronto, Ontario, 1972. március 15. –) kanadai jégkorongozó.

## Pályafutása
Komolyabb karrierjét a Michigan State University-n kezdte 1990-ben. 1994-ig volt az egyetemi csapat tagja. Közben az 1991-es NHL-drafton a Minnesota North Stars választotta ki őt a nyolcadik kör 174. helyén. 1993-ban két mérkőzésen képviselte nemzetét. Az egyetem után 1994–1995-ben 50 mérkőzésen játszott a nemzeti válogatottban. 1995–1996-ban az AHL-es Carolina Monarchsben kezdett el játszani. A következő szezonban mindössze három mérkőzésen lépett jégre az AHL-es Worcester IceCatsben. 1997–1998-ban játszott az ECHL-es Pensacola Ice Pilots, az IHL-es Manitoba Mooseban és az AHL-es Hartford Wolf Packben.